# جون فيرنستروم
جون فيرنستروم (بالسويدية: John Fernström)‏ هو موزع وعازف كمان وملحن سويدي، ولد في 6 ديسمبر 1897 في ييتشانغ في الصين، وتوفي في 19 أكتوبر 1961 في لوند في السويد.

## وصلات خارجية
- جون فيرنستروم على موقع IMDb (الإنجليزية)
- جون فيرنستروم على موقع ميوزك برينز (الإنجليزية)
- جون فيرنستروم على موقع أول ميوزيك (الإنجليزية)
- جون فيرنستروم على موقع ديسكوغز (الإنجليزية)